# Bryum congestiflorum
Bryum congestiflorum är en bladmossart som beskrevs av Philibert 1898. Bryum congestiflorum ingår i släktet bryummossor, och familjen Bryaceae. Inga underarter finns listade i Catalogue of Life.